# 别拉亚河 (卡马河支流)
別拉亞河是窩瓦河重要支流卡馬河的最大支流，長1,430公里，巴什科爾托斯坦共和國的首府烏法位於沿岸。